# Прогресс М1-7
Прогресс М1-7 — транспортный грузовой космический корабль (ТГК) серии «Прогресс», запущен к Международной космической станции. 6-й российский корабль снабжения МКС. Серийный номер 256.

## Цель полёта
Доставка на МКС более 2400 килограммов различных грузов, в числе которых продукты питания, подарки, топливо в баках системы дозаправки, воду, медицинское оборудование, белье, средства личной гигиены, посылки для членов экипажа МКС, а также оборудование для научных экспериментов, проводимых на МКС. Доставка российско-австралийского научно-образовательного микроспутника «Колибри-2000».

## Хроника полёта
- 26.11.2001, в 21:24:11.904 (MSK), (18:24:12 UTC) — запуск с космодрома Байконур;
- 28.11.2001, в 22:43:02 (MSK), (19:43:02 UTC) — осуществлена стыковка с МКС к стыковочному узлу на агрегатном отсеке служебного модуля «Звезда». Процесс сближения и стыковки проводился в автоматическом режиме.

На заключительном этапе стягивания его активного стыковочного агрегата с пассивным модулем «Звезда» произошла нештатная ситуация, которая не позволила полностью закончить штатную циклограмму стыковки. Негерметичность переходных разъемов между ТГК и служебным модулем «Звезда» стала причиной выхода 3 декабря в открытый космос на 2 часа 46 минут космонавтов Владимира Дежурова и Михаила Тюрина. С Земли было произведено включение электропривода штанги стыковочного агрегата ТГК и его отвод от стыковочного модуля на расстояние около 400 миллиметров. Причиной возникшей на орбите нештатной ситуации было резиновое уплотнительное кольцо, оставшееся на стыковочном шпангоуте модуля «Звезда» от ТГК «Прогресс М-45» после расстыковки с МКС 22 ноября 2001 года. После удаления космонавтами уплотнительного кольца ТГК был заново перестыкован со служебным модулем «Звезда»;
- 19.03.2002, в 20:43:04 (MSK), (17:43:04 UTC) — ТГК отстыковался от МКС и отправился в автономный полёт.

## Перечень грузов
Суммарная масса всех доставляемых грузов: 2468 кг
| Название                                                                                | Масса (кг) |
| --------------------------------------------------------------------------------------- | ---------- |
| Топливо в баках системы дозаправки                                                      | 974        |
| Топливо в КДУ для МКС                                                                   | 250        |
| Грузы, доставляемые в герметичном отсеке (суммарная масса — 1210 кг):                   |            |
| Воздух                                                                                  | 34         |
| Оборудование для дооснащения и обслуживания бортовых систем                             | 144        |
| Научная аппаратура                                                                      | 61         |
| Оборудование для ФГБ                                                                    | 96         |
| Система электропитания                                                                  | 88         |
| Оборудование для системы обеспечения газового состава                                   | 61         |
| Оборудование для системы обеспечения теплового режима                                   | 39         |
| Оборудование для системы водообеспечения, вода                                          | 113        |
| Контейнеры с рационами питания, свежие продукты                                         | 271        |
| Система телефонно-телеграфной связи, бортовых измерений, управления бортовым комплексом | 1          |
| Система противопожарной защиты                                                          | 2          |
| Система контроля загрязнения                                                            | 7          |
| Медицинское оборудование                                                                | 159        |
| Бельё, средства личной гигиены и индивидуальной защиты                                  | 227        |
| Бортдокументация, посылки для экипажа                                                   | 39         |

## Научная работа
В ходе автономного полёта ТГК 20 марта в 01 час 28 минут (19 марта в 22:28 UTC) от ТГК «Прогресс М1-7» был отделен российско-австралийский научно-образовательный микроспутник «Колибри-2000», который в специальном транспортно-пусковом контейнере был установлен космонавтами на внутреннем фланце люка стыковочного агрегата ТГК. Процесс выведения микроспутника на орбиту фиксировался телевизионной камерой ТГК и передавался в Центр управления полётами. «Колибри-2000» ведёт измерения в диапазоне высот от 400 до 200 км, в верхних слоях ионосферы Земли. Это первый в России спутник выведенный на орбиту непосредственно с космического корабля.